# Dynastie jarrahide
La dynastie jarrahide, aussi simplement appelés les Jarrahides (arabe : بنو الجرَّاح) étaient une dynastie arabe qui a gouverné de manière intermittente la Palestine et contrôlé la Transjordanie ainsi que le nord de l'Arabie à la fin du Xe siècle et au début du XIe siècle. L'historien Marius Canard (1888–1982) les décrit comme un acteur majeur dans les guerres arabo-byzantine (780–1180) (en) en Syrie, ayant « établi pour eux-mêmes, dans leur propre intérêt, une politique de duplicité, de trahison et de pillage ». Ils étaient la famille régnante de la tribu des Tayy, l'une des trois puissantes tribus de Syrie à l'époque, les deux autres étant les Banu Kalb et les Banu Kilab (en).
Les Jarrahides apparaissent pour la première fois dans les sources musulmanes comme alliés des Qarmates et gagnent en importance sous leur chef Mufarrij ibn Daghfal ibn al-Jarrah (en). En 973, ce dernier obtient du califat fatimide le poste de gouverneur de la Palestine, avec Ramla pour centre, en récompense de services militaires. Cependant, Mufarrij perd les faveurs des Fatimides, qui chassent les Jarrahides de Palestine après qu’ils ont pillé Ramla en 981. Par la suite, les Jarrahides attaquent des caravanes de pèlerins du Hajj en route vers La Mecque et oscillent entre les alliances avec les Fatimides, les Byzantins et divers dirigeants musulmans en Syrie. Vers 1011–1012, les Jarrahides contrôlent toute la Palestine intérieure jusqu'à Tibériade et défient les Fatimides en proclamant leur propre calife, al-Hasan ibn Ja'far (en), à Ramla. Le calife fatimide al-Hakim verse alors une somme à Mufarrij pour mettre fin à la rébellion, mais envoie peu après une expédition contre les Jarrahides, qui sont finalement chassés de Palestine.
Mufarrij meurt en 1013 et est remplacé par son fils Hassan, qui reprend le contrôle de la Palestine. Hassan engage la tribu des Tayy dans une alliance avec les Kalb et les Kilab, formant une coalition qui domine la Syrie jusqu’à sa défaite face aux Fatimides en 1029 (bataille de al-Uqhuwana (en)). En conséquence, les Jarrahides déplacent leurs campements près de leurs alliés byzantins, aux abords d'Antioche, et combattent aux côtés des Byzantins dans plusieurs confrontations avec des pouvoirs musulmans régionaux. Après 1041, les mentions des Jarrahides deviennent sporadiques, notamment au sujet des neveux de Hassan, Hazim ibn Ali (en) et Humayd ibn Mahmud dans les années 1060, et de Hazim, petit-fils de Fadl ibn Rabi'ah (en), qui, selon les circonstances, fut allié des Fatimides, des Croisés, des Mazyadides ou des Seldjoukides. Il devient l'ancêtre de la dynastie Al Fadl, dont les émirs dominèrent les Bédouins de la steppe jusqu'au XVIIIe siècle.

## Territoire
Les Jarrahides ont détenu de manière intermittente des territoires en Palestine, dans la plaine de Balqa (en) à l'est du Jourdain, dans les montagnes d'Al-Sharat (en) au sud-est du Jourdain, et dans les chaînes montagneuses nord-arabiques de Jabal Aja (en) et Jabal Salma (en). Leur présence en Palestine est sporadique : ils contrôlent la région en 977–981/82, 1011–1013, 1024–1029, et vers 1041. Lors d’un conflit avec les Fatimides, les Jarrahides se déplacent aux environs de Palmyre en 1030 et, en 1031, établissent leurs campements à al-Ruj, une zone située entre Antioche et Homs.

## Histoire

### Les débuts
Les Jarrahides (Banu al-Jarrah) étaient le clan dirigeant de la tribu des Tayy,. Les Jarrahides contrôlaient initialement des forteresses dans les montagnes de Sharat. Le premier membre des Banu al-Jarrah mentionné dans les archives historiques est Daghfal ibn al-Jarrah, un allié des Qarmates. Il était basé à al-Ramla, centre du Jund Filastin (District de Palestine). Daghfal offrit refuge à un officier du chef qarmate, Abu Tahir al-Jannabi, lorsque ce dernier partit pour mener une expédition contre l’Égypte fatimide en 972. Deux ans plus tard, un certain Hassan ibn al-Jarrah (peut-être le même que Daghfal) servit comme commandant auxiliaire dans l’armée qarmate lors d’une seconde invasion de l’Égypte. Hassan accepta un pot-de-vin offert par le calife fatimide al-Mu'izz pour faire défection, ce qui entraîna la déroute des Qarmates aux abords du Caire et permit aux Fatimides de reprendre la Palestine et la Syrie jusqu'à Damas,.

### Règne de Mufarrij
Le fils de Daghfal, Mufarrij (en), apparaît dans les archives historiques lors de la lutte des Fatimides contre Alptakin (en), un commandant bouyide soutenu par les Qarmates qui s'était emparé de Damas. Alptakin fut vaincu lors de la bataille de Ramla en 977, et Mufarrij le captura entre Kafr Saba et Qalansawe afin de toucher la prime de 100 000 dinars d’or offerte pour sa capture par le calife fatimide al-Aziz. Les Jarrahides détenaient Alptakin soit à Yibna (en), soit à Tell es-Safi dans le sud de la Palestine, avant de le remettre aux Fatimides,. En récompense du soutien des Jarrahides, al-Aziz nomma Mufarrij wālī (gouverneur) de Ramla.
En 979, le général fatimide Fadl ibn Salih proposa à l’émir hamdanide Abu Taghlib de prendre le contrôle de Ramla à la place des Jarrahides ; par ce geste, Fadl espérait briser une alliance émergente entre les grandes puissances arabes de la région, les Jarrahides, les Hamdanides et les Uqaylides. En août, Abu Taghlib et ses alliés Uqaylides attaquèrent Ramla, mais furent défaits et capturés le 29 août par les Jarrahides, qui avaient alors regagné le soutien de Fadl. Ce dernier demanda à Mufarrij de livrer Abu Taghlib au calife al-Aziz, mais, craignant que les Fatimides ne puissent utiliser Abu Taghlib contre lui, Mufarrij le fit exécuter et envoya sa tête au calife,. L’exécution d’Abu Taghlib par Mufarrij marqua la fin officielle des Hamdanides de Mossoul.
Peu de temps après, Fadl se retourna contre Mufarrij, mais fut rappelé au Caire par le calife al-Aziz, laissant en pratique les Jarrahides comme souverains de facto de la Palestine. Entre 979 et 980, les Jarrahides pillèrent et dévastèrent al-Ramla et la campagne palestinienne,, ce qui entraîna une expédition fatimide contre eux en 981. Cette année-là, les Jarrahides se révoltèrent contre les Fatimides tandis que leur armée assiégeait Damas. Ils furent rejoints par les restes de l'armée d'Abu Taghlib et par le gouverneur arabe de Tibériade, un certain Bishara. Finalement, les Fatimides les chassèrent de Palestine cette même année, et ils s'enfuirent vers le Hedjaz. En juin 982, ils pillèrent la caravane de pèlerins du Hajj à son retour de La Mecque vers la Syrie. Une nouvelle expédition punitive fatimide fut lancée contre eux, mais les Jarrahides la mirent en déroute à Ayla. Par la suite, Mufarrij retourna en Palestine, pour être de nouveau vaincu par les Fatimides. Cette fois, il s'enfuit vers le nord, en direction de Homs, où il trouva refuge chez le gouverneur circassien des Hamdanides, Bakjur, à la fin de l’année 982. Au cours des dix années suivantes, Mufarrij oscilla entre alliances avec les Byzantins, Bakjur et les Fatimides. En 997, les Jarrahides tentèrent de saccager Ramla, mais furent repoussés et contraints de fuir vers les montagnes de Jabal Aja et Salma, en Arabie du Nord, territoire ancestral des Tayy.
Dans les années suivantes, Mufarrij fit participer ses fils Ali, Hassan et Mahmud aux campagnes militaires du calife fatimide al-Hakim. Selon l'historien Marius Canard, « une opportunité se présenta pour Mufarrij de jouer un rôle d'importance politique réelle » en 1012, lorsque le vizir fatimide déchu, Abu'l-Qasim al-Husayn ibn Ali al-Maghribi (en), trouva refuge auprès du fils de Mufarrij, Hassan. L’historien Hugh Kennedy affirme qu'il s’agissait du « point culminant dans les succès des chefs jarrahides ». À ce moment-là, les Jarrahides contrôlaient tout l’intérieur de la Palestine, depuis la frontière égyptienne jusqu'à Tibériade. Sous l’initiative de Hassan et d'Abu'l Qasim, les Jarrahides attaquèrent et capturèrent Yarukh, gouverneur de Damas nommé par al-Hakim, près de Gaza alors qu’il se rendait à Damas. Ils occupèrent simultanément Ramla, et peu de temps après, Hassan fit exécuter Yarukh. Ils défièrent davantage l'autorité d'al-Hakim en proclamant calife à Ramla al-Hasan ibn Ja'far, le sharif de La Mecque. Al-Hakim soudoya les Jarrahides pour mettre fin à leur révolte, après quoi al-Hasan retourna à La Mecque et Abu'l Qasim s'enfuit en Irak. Les Jarrahides continuèrent de dominer la Palestine et cherchèrent à consolider leur pouvoir en obtenant le soutien des chrétiens locaux. Dans cette optique, Mufarrij contribua à la restauration de l'église du Saint-Sépulcre, que al-Hakim avait détruite quelques années auparavant.

### Règne de Hassan

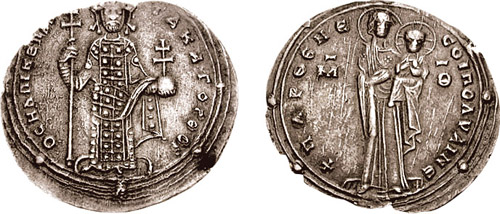
L'empereur Romain III (représenté sur une pièce de monnaie) de l'Empire byzantin persuada les Jarrahides de déplacer leurs campements près de son territoire à Antioche, où ils servirent d'alliés aux Byzantins dans leurs campagnes contre les États musulmans de la région.

Al-Hakim changea son approche envers les Jarrahides, passant de la diplomatie à une action militaire punitive en août 1013. Ali et Mahmud se rendirent à l'armée fatimide en marche, tandis qu'al-Hakim fit empoisonner Mufarrij. Hassan, dont l'ambition était de gouverner la Palestine, s'enfuit, mais obtint plus tard le pardon d'al-Hakim, qui lui restitua les iqtaʿat de Mufarrij en Palestine. Par la suite, Hassan assista al-Hakim dans ses expéditions contre Alep.
En 1019, Hassan, en tant que représentant des Tayy, fit entrer sa tribu dans une alliance avec les Kalb, sous Sinan ibn Sulayman, et les Kilab, sous Salah ibn Mirdas. Une telle alliance entre les trois principales tribus arabes du Levant était sans précédent et visait à empêcher toute domination extérieure du désert et de la steppe syrienne. Selon les termes du pacte, les Jarrahides gouverneraient la Palestine, tandis que les Kalb et les Kilab (sous les Mirdassides) dirigeraient respectivement Damas et Alep. Le règne d’al-Hakim se termina avec sa mystérieuse mort en 1021, et il fut remplacé par le calife Ali az-Zahir.
En 1023, les Fatimides nommèrent Anushtakin al-Dizbari (en) gouverneur militaire de la Palestine, ce à quoi les Jarrahides s’opposèrent. En 1024, l’un des fils de Hassan et un autre chef bédouin pillèrent Ayla et El-Arich, sans que le gouvernement central fatimide puisse intervenir. Anushtakin prit alors l'initiative de prélever des taxes sur l'iqtaʿ de Hassan à Bayt Jibrin et de le priver de ses revenus, ce qui se termina par la mise à mort des soldats d'Anushtakin. Cela intensifia le conflit avec les Jarrahides, surtout après qu'Anushtakin emprisonna deux des principaux adjoints de Hassan à Ascalon. En septembre, les Jarrahides déclenchèrent une guerre totale pour libérer leurs hommes, détruisant Tibériade, assiégeant Ramla et libérant leurs captifs en forgeant des documents d'autorisation de libération. Ils forcèrent al-Dizbari à fuir Ramla, qu’ils pillèrent, et obtinrent une concession fatimide leur attribuant Nablus en tant qu’iqtaʿ, mais pas Jérusalem.
Les Tayy, Kalb et Kilab renouvelèrent leur alliance en 1024/25, mais leur demande de soutien auprès des Byzantins fut rejetée par l'empereur Basile II. Néanmoins, ils vainquirent une armée fatimide envoyée par az-Zahir cette année-là à Ascalon et Hassan entra dans Ramla. Après la mort de Sinan, son neveu et successeur se rangea du côté des Fatimides, tandis que les Jarrahides et les Mirdassides poursuivaient leur rébellion. Ils furent défaits lors de la Bataille de al-Uqhuwana (en) près du lac de Tibériade par les Fatimides sous le général al-Dizbari en 1029, après quoi Hassan s'enfuit de Palestine. En conséquence, les Fatimides transférèrent les iqtaʿat des Jarrahides en Palestine à des tribus arabes plus amies.
Les Jarrahides et les Byzantins conclurent une alliance en 1030. Les émissaires de Hassan furent reçus par les Byzantins à Antioche, qui leur donnèrent un drapeau orné de croix pour représenter Hassan ainsi qu'un message promettant la restitution de la Palestine à leur tribu. La tribu embrassa également nominalement le christianisme dans le cadre de l'accord entre les Jarrahides et les Byzantins. Une coalition Jarrahide-Byzantine fut bientôt vaincue par les Mirdassides. Hassan ralluma son ancienne alliance avec les Kalb et, ensemble, leurs hommes attaquèrent les Fatimides dans le Hawran avant d'être repoussés vers Palmyre, dans le désert. Par la suite, l'empereur Romain III persuada Hassan et les Tayy de déplacer leurs campements vers le territoire byzantin près d'Antioche, et les 20 000 Tayy migrèrent vers al-Ruj, au nord-ouest de la Syrie. Là, ils résistèrent à deux assauts fatimides à Qastun et Inab. Les Jarrahides mirent ensuite à sac Afamiya pour le compte des Byzantins et aidèrent ces derniers à capturer la forteresse d'al-Maniqa dans la chaîne du Jabal Ansariya.
Les Byzantins et les Fatimides entamèrent des négociations de paix en 1032, et Hassan fut présent lors des discussions à Constantinople. Les Byzantins conditionnèrent la restauration du gouvernorat des Jarrahides en Palestine sous la suzeraineté fatimide pour accepter la paix, mais az-Zahir refusa. Le rejet de cette condition par les Fatimides contribua à l'effondrement des pourparlers de paix. L'année suivante, les Jarrahides offrirent leur loyauté à al-Dizbari en échange de leurs anciens iqtaʿat en Palestine, mais cette tentative échoua. Les Fatimides et les Byzantins conclurent finalement un traité de paix de dix ans, sans prendre en compte les intérêts des Jarrahides, en 1035. Par la suite, Hassan et son fils Allaf furent occasionnellement mentionnés, notamment pour leur aide dans la défense byzantine d’Édesse contre les Marwanides et les Numayrides (en) en 1035/36. En 1038, les Jarrahides participèrent à la conquête d'Alep, alors sous contrôle des Mirdassides, par al-Dizbari. En conséquence, Hassan fut contraint à l'exil à Constantinople jusqu'en 1040 afin d'empêcher sa tribu, aux allégeances instables, de potentiellement attaquer Antioche. La dernière mention de Hassan date de 1041, moment où les Jarrahides avaient été autorisés par les Fatimides à réintégrer la Palestine,. À cette époque, le gouvernement de Hassan fut contesté par le gouverneur fatimide de Damas.

### Les autres dirigeants

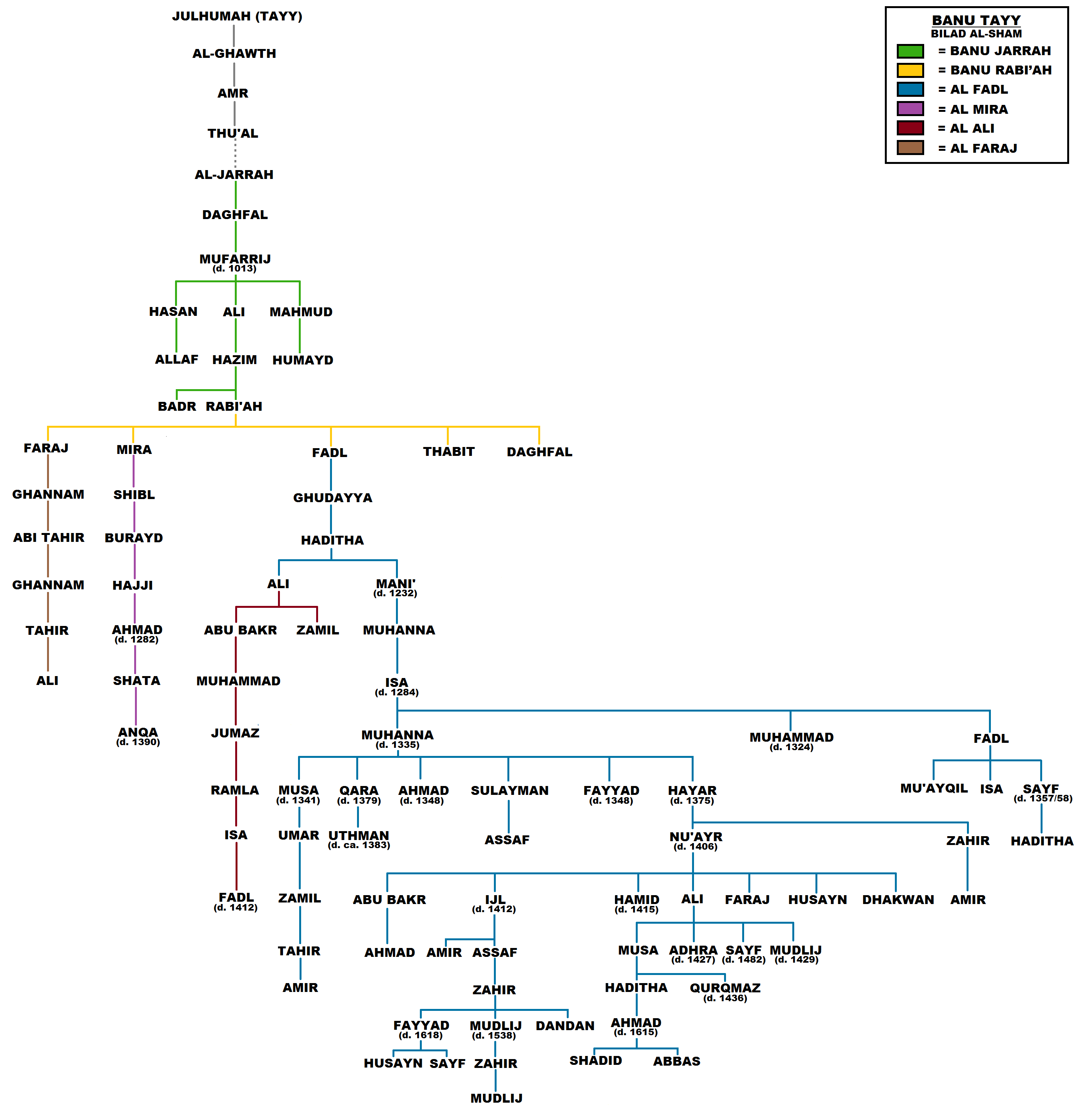
Généalogie des Jarrahides et de leurs descendants

Les Jarrahides sont mentionnés dans les sources en 1065-106666, lorsque les neveux de Hassan, Hazim ibn Ali (en) et Humayd ibn Mahmud, ont probablement soutenu Abd al-Sharif ibn Abi'l Jann dans sa tentative de prendre le contrôle de Damas face aux troupes du vizir fatimide Badr al-Djamali. Par la suite, les neveux furent capturés et emprisonnés au Caire. Leur libération fut demandée par le général fatimide et descendant des Hamdanides, Nasir al-Dawla Ibn Hamdan (en), en 1066/67. Hazim avait des fils nommés Badr et Rabi'a. Selon l'historien syrien Mustafa A. Hiyari, les informations sur Rabi'a dans les sources médiévales sont confuses, bien qu'il ait probablement été un émir des auxiliaires bédouins sous le dirigeant buride de Damas, Toghtekin (r. 1103–1128). Rien de plus n'est mentionné à son sujet dans les sources, mais les activités militaires de ses fils, Mira et Fadl, sont notées. Ses autres fils étaient Daghfal, Thabit et Faraj.
Fadl est décrit dans la chronique du XIIIe siècle d'Ibn al-Athir (d. 1233) comme un émir qui, en 1107/08, hésita entre les Croisés, qui avaient conquis la côte levantine en 1099, et les Fatimides, dont le pouvoir était limité à l'Égypte depuis 1071. Cela poussa Toghtekin à expulser Fadl de Syrie, après quoi il forma une alliance avec Sadaqa, le chef de la dynastie arabe des Mazyadides en Irak, avant de se défaire au profit des Seljoukides. Selon Ibn al-Athir, après l'entrée de Fadl à Al-Anbar pour bloquer la route désertique vers Sadaqa, « ce fut la dernière nouvelle que l'on eut de lui ».
Canard décrit les Jarrahides comme une « famille turbulente, mais non sans importance en tant que pions sur l'échiquier de la Syrie aux Xe et XIe siècles, que les Fatimides attaquèrent et courtisèrent alternativement, que les Byzantins réussirent à utiliser, mais qui semblent avoir créé pour eux-mêmes, dans leur propre intérêt, un régime de duplicité, de trahison et de pillage ».

## Descendants
Fadl ibn Rabi'ah était l'ancêtre du clan Al Fadl (en), tandis que Mira et Faraj devinrent les ancêtres respectivement des clans Al Mira et Al Faraj,. Ensemble, ces clans formèrent les Banu Rabi'a et, avec leurs alliés, dominèrent les régions désertiques et steppiques allant de la vallée de l'Euphrate au nord jusqu'au Najd central et au nord du Hedjaz au sud. Pendant la domination ayyoubide en Syrie (1182–1260), les émirs des Al Fadl et des Al Faraj se succédaient à la tête des umara al-'ʿarab ("commandants des tribus bédouines"; sing. Amir al-ʿarab (en)). Cependant, sous les Mamelouks (1260–1516), ce poste devint héréditaire au sein de la maison des Al Fadl, qui détenaient l'autorité sur les Bédouins du nord de la Syrie et possédaient de nombreux iqtaʿat, notamment Palmyre, Salamiyeh, Maarat al-Nouman, Sarmin (en) et Douma. Les émirs des Al Mira détenaient une autorité similaire sous les Mamelouks et étaient connus sous le nom de muluk al-arab ("rois des tribus bédouines"; sing. malik al-'arab) dans le désert syrien méridional. Les Al Fadl continuèrent d'exercer de l'influence sous la domination ottomane.

## Liste des dirigeants
| Nom                                     | Règne                     | Notes |
| --------------------------------------- | ------------------------- | --- |
| Daghfal ibn al-Jarrah                   | 971–milieu des années 970 | Premier Jarrahid mentionné dans les sources médiévales.                                                                          |

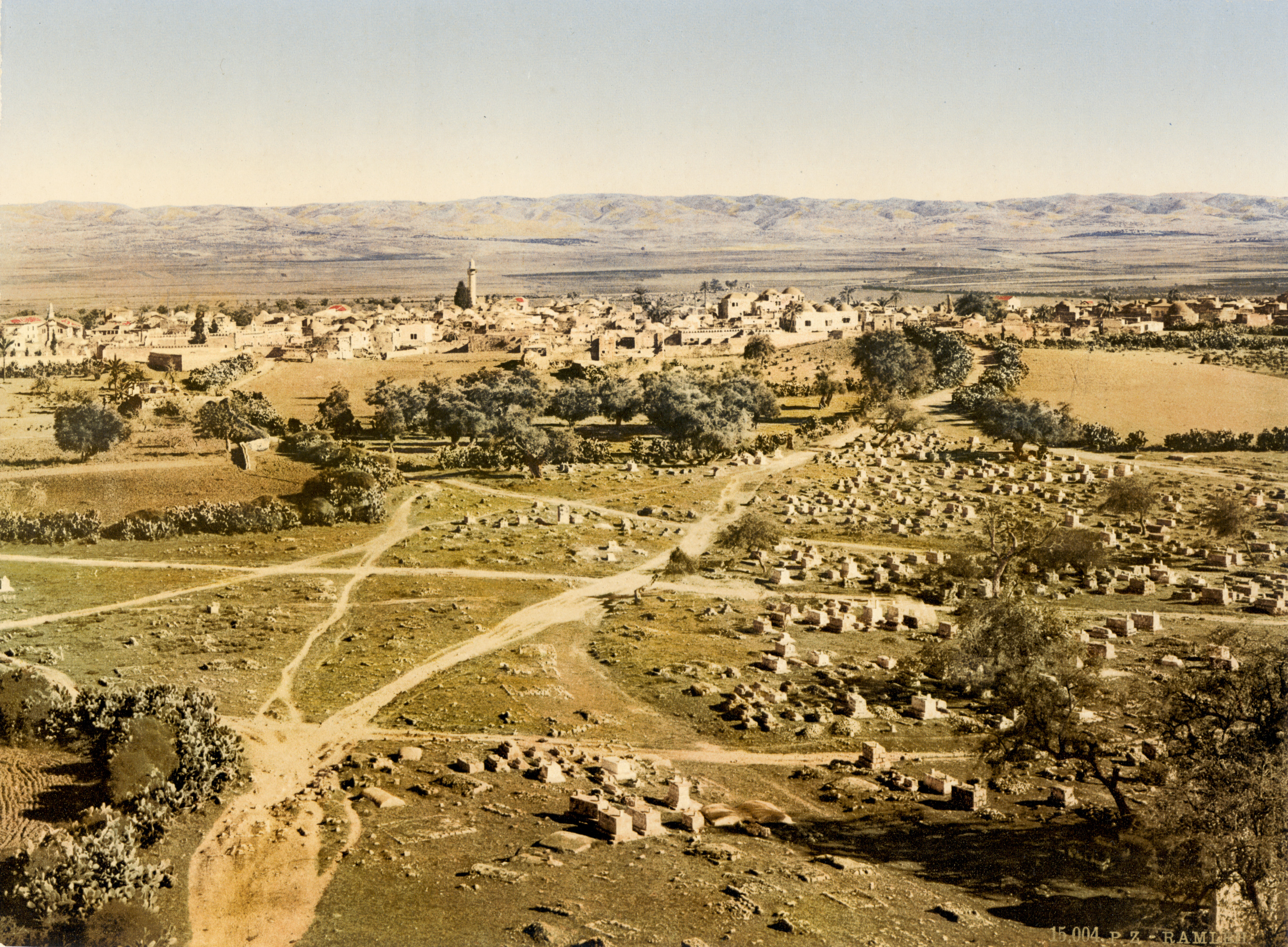
La ville de Ramla et ses environs en 1895. Les Jarrahides, sous et son fils Hassan, ont gouverné, contrôlé ou pillé Ramla de manière intermittente à la fin du Xe siècle et au début du XIe siècle.

| Mufarrij ibn Daghfal ibn al-Jarrah (en) | 977–1013                  | Fils de Daghfal. Governa la Palestine au nom des Fatimides, contre lesquels il se rebellait fréquemment avant de se réconcilier. |
| Hassan ibn Mufarrij                     | 1013–1041(?)              | Fils de Mufarrij. Governa la Palestine au nom des Fatimides et devint ensuite un allié des Byzantins.                            |
| Hazim ibn Ali (en) et Humayd ibn Mahmud | vers 1065–1067            | Neveux de Hassan. On en sait peu sur eux, si ce n'est leur rébellion contre les Fatimides.                                       |
| Rabi'ah ibn Hazim                       | Début du XIIe siècle      | Rien n'est connu de ses activités.                                                                                               |
| Fadl ibn Rabi'ah (en)                   | vers 1107                 | Fils de Rabi'ah. Progeniteur de la dynastie des Al Fadl qui domina les Bédouins de Syrie jusqu'au XVIIIe siècle.                 |